# Tả Van
Tả Van là một xã thuộc thị xã Sa Pa, tỉnh Lào Cai, Việt Nam.

## Địa lý

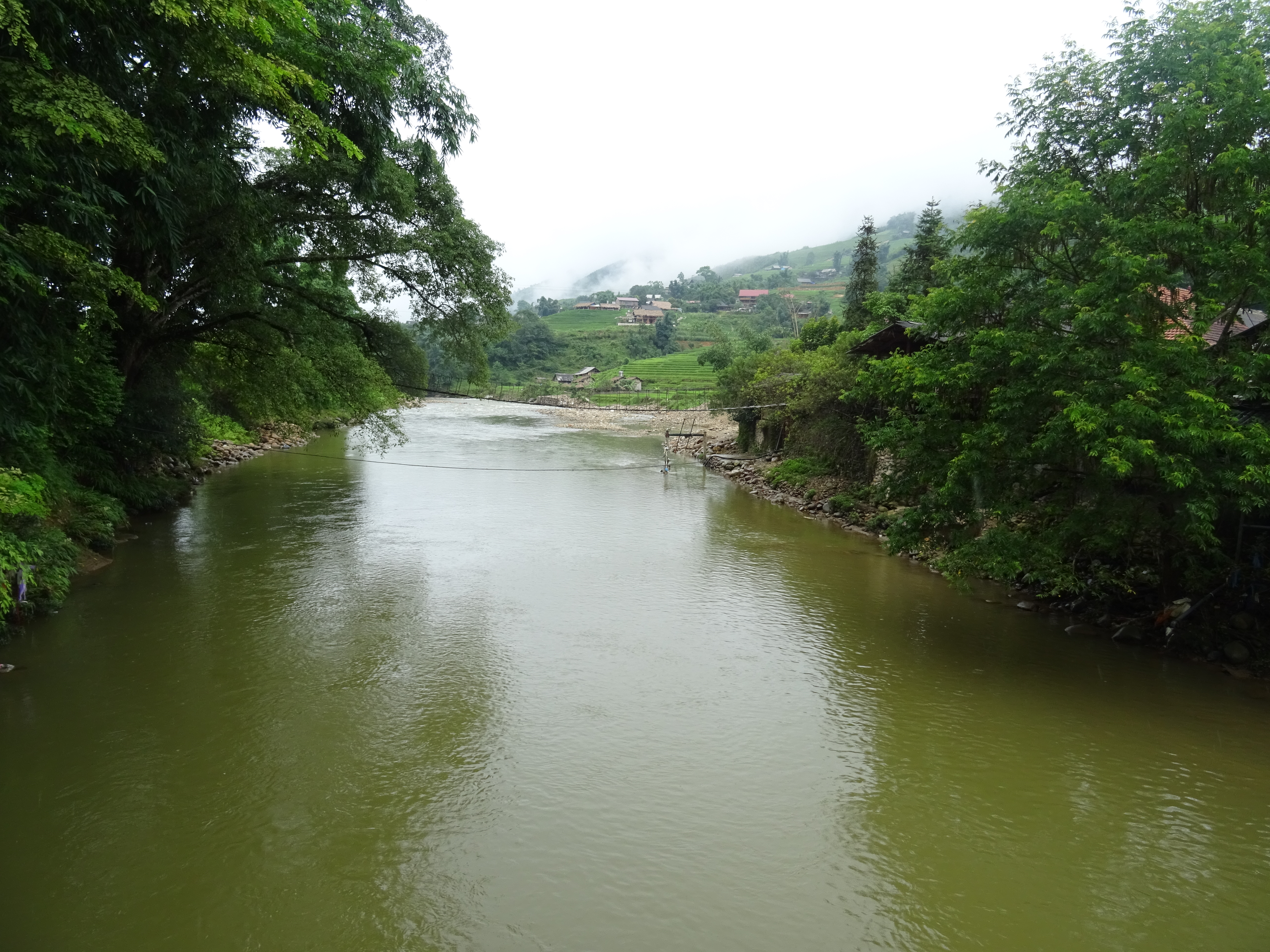
Suối Mường Hoa đoạn chảy ở xã Tả Van

Xã Tả Van nằm ở phía nam thị xã Sa Pa, có vị trí địa lý:
- Phía đông giáp xã Mường Hoa và xã Bản Hồ
- Phía tây giáp xã Hoàng Liên và tỉnh Lai Châu
- Phía nam giáp xã Bản Hồ
- Phía bắc giáp phường Cầu Mây và xã Mường Hoa.

Xã có diện tích 67,90 km², dân số năm 2017 là 4.133 người, mật độ dân số đạt 61 người/km².

## Hành chính
Xã Tả Van được chia thành 7 thôn: Dền Thàng, Séo Mý Tỷ, Tả Chải Dao, Tả Chải Mông, Tả Van Dáy I, Tả Van Dáy II, Tả Van Mông.

## Lịch sử
Trước đây, Tả Van là một xã thuộc huyện Sa Pa.
Ngày 11 tháng 9 năm 2019, Ủy ban Thường vụ Quốc hội ban hành Nghị quyết 767/NQ-UBTVQH14 về việc thành lập thị xã Sa Pa trên cơ sở toàn bộ diện tích và dân số của huyện Sa Pa, xã Tả Van thuộc thị xã Sa Pa như hiện nay.